# Chiesa di San Giovanni Battista alla Creta

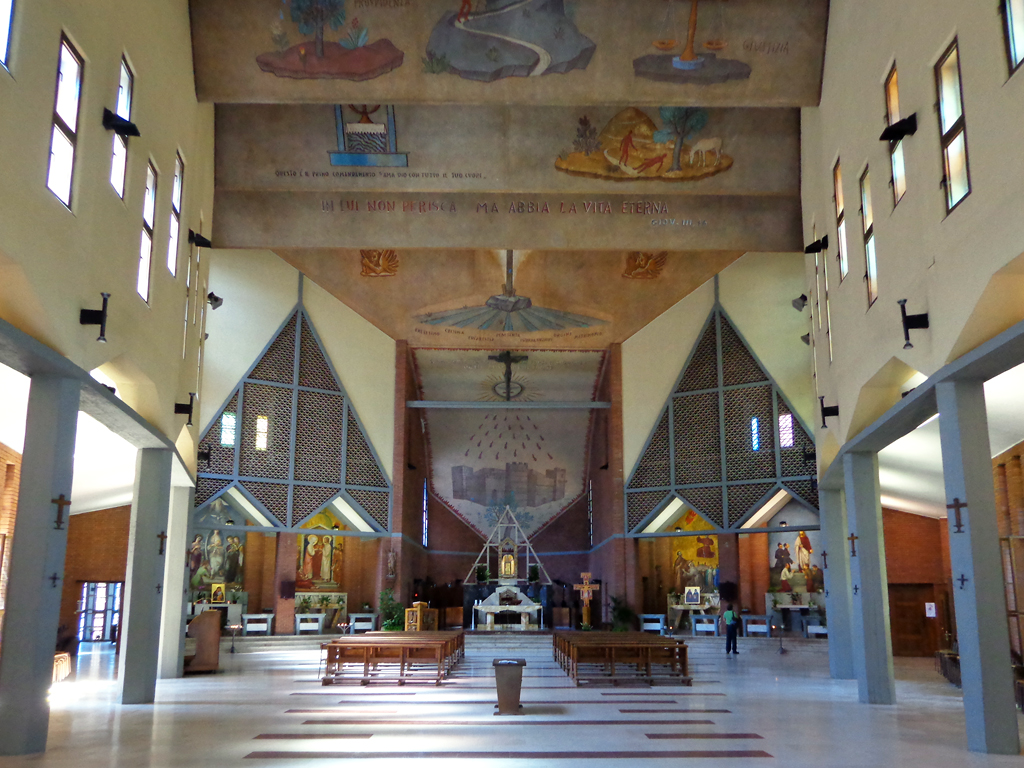
L'interno

La chiesa di San Giovanni Battista alla Creta è una chiesa parrocchiale di Milano, posta alla periferia sud-occidentale della città, nel quartiere Assisi; fa parte del decanato di Giambellino.  
Fu costruita su progetto di Giovanni Muzio e consacrata nel 1958 dall’allora Arcivescovo cardinale Montini, divenuto in seguito papa Paolo VI.

## Storia
Intorno alla metà degli anni cinquanta del XX secolo, il forte sviluppo demografico ed edilizio della città di Milano richiese la costruzione di un grande numero di nuove chiese. L'Arcivescovo, cardinale Montini, pensò di appellarsi alla generosità dei milanesi benestanti, invitandoli a contribuire con corpose donazioni.
All'appello rispose fra gli altri la vedova dell'industriale Giovanni Cabassi, signora Luisa Farina, che finanziò personalmente la costruzione di una nuova chiesa in località cascina Creta, su un terreno di proprietà della famiglia, intorno al quale stava nascendo un nuovo quartiere residenziale.
Per la progettazione della chiesa fu padre Enrico Zucca, fondatore dell'Angelicum, a suggerire l'architetto Giovanni Muzio, già apprezzato progettista di svariati edifici di culto. Muzio elaborò il progetto fra il 1956 e il 1957; la costruzione venne ultimata rapidamente, e la chiesa, denominata "San Giovanni Battista alla Creta", fu consacrata il 19 ottobre 1958 alla presenza dell'arcivescovo Montini.
Pochi giorni prima era stata eretta la nuova parrocchia, con territorio ricavato dalle parrocchie del Sacro Cuore Immacolato di Maria in San Sebastiano, dei Santi Naborre e Felice e della Madonna dei Poveri; la parrocchia fu affidata alla provincia lombarda dei frati minori francescani.

## Descrizione
La chiesa, posta al centro del quartiere, occupa un lotto quadrato di 65 metri di lato, ed ha ingresso ad est ed abside ad ovest, affiancata dal campanile. La chiesa è affiancata su entrambi i lati da edifici più bassi, adibiti a spazi parrocchiali, oratorio e convento.
La chiesa ha pianta longitudinale, a navata unica di larghezza crescente, affiancata da due navatelle; essa è preceduta da un atrio trasversale, che dà accesso a due spazi laterali, il battistero e la cappella funeraria della famiglia Cabassi.
L'esterno si caratterizza per il contrasto fra l'atrio, basso ed orizzontale, con forme che rimandano al romanico lombardo, e il corpo della chiesa, fortemente dinamico, di altezza e larghezza crescenti; esso si protende anche verso la piazza con un'ardita mensola sospesa. I muri esterni sono rivestiti in mattoni a vista, in parte posati obliquamente, a disegnare motivi geometrici.
All'interno vi è un progressivo incremento della luminosità verso il presbiterio, dovuto alla particolare forma della navata; l'altare maggiore è affiancato da quattro altari laterali. Il soffitto è di forma spezzata, con vele ornate da decorazioni pittoriche (autori Mario Zappettini e Giacomo Manzù), che sembrano sospese sulla struttura.